# سد چاردره
سد چاردره (به قزاقی: Chardara Dam) یک سد خاکی و نیروگاه برقابی در قزاقستان است که در شاردارا واقع شده‌است.